# Шульгино (Богородський міський округ)
Шу́льгино (рос. Шульгино) — присілок у складі Богородського міського округу Московської області, Росія.

## Населення
Населення — 52 особи (2010; 79 у 2002).
Національний склад (станом на 2002 рік):
- росіяни — 99 %